# Suwannee megye
Suwannee megye az Amerikai Egyesült Államokban, azon belül Florida államban található. Megyeszékhelye és legnagyobb városa Live Oak. Lakosainak száma 43 474 fő (2020. április 1.). Suwannee megye Hamilton, Lafayette, Columbia, Gilchrist és Madison megyékkel határos.

## Népesség
A megye népességének változása:
| Lakosok száma | 42 321 | 43 416 | 43 591 | 43 734 | 43 760 | 43 474 |
|               | 2010   | 2011   | 2012   | 2013   | 2015   | 2020   |